# Robert Fisker
Robert Fisker, född 1913 i Köpenhamn, död 1991, var en dansk författare. 
Fisker växte upp på Jylland som enda barn till en snickare. Han arbetade först som fabriksarbetare och kontorist, efter lärarexamen 1943 som lärare för barn med lässvårigheter och från 1971 som författare på heltid. Fisker är hedersmedlem i Landsforeningen for Læsepædagoger sedan 1973.
Fisker har skrivit många historiska barnböcker, till exempel Jakten och Pojken och båten om stenåldern, serien om Mickel Korp om medeltiden och Under kejsarens ok om 30-åriga kriget. Han har även skrivit om motståndsrörelsen under Tysklands ockupation av Danmark under andra världskriget, Stjärnorna ska lysa och För frihedens skyld (1957, ej översatt till svenska). Böckerna är lättlästa och spännande. Man får inte veta vad huvudpersonerna tänker, däremot beskrivs situationer och hur folk levde. Inför Arvingen fra Pompeji (1954, ej översatt till svenska) förberedde Fisker sig i två år.